# Guthriella muskegis
 (septembre 2019).
Genre
Espèce
Synonymes
- Isotoma muskegis Guthrie, 1903

Guthriella muskegis, unique représentant du genre Guthriella, est une espèce de collemboles de la famille des Isotomidae.

## Distribution
Cette espèce se rencontre en Amérique du Nord.

## Étymologie
Ce genre est nommé en l'honneur de Joseph Edward Guthrie.

## Publications originales
- Guthrie, 1903 : The Collembola of Minnesota. Geological and Natural History Survey of Minnesota, Zoological Series IV, vol. 4, p. 1-110.
- Börner, 1906 : Das System der Collembolen nebst Beschreibung neuer Collembolen des Hamburger Naturhistorischen Museums. Jahrbuch der Hamburgischen Wissenschaftlichen Anstalten, vol. 23, no 2, p. 147-186 (texte intégral).